# Hemiodus ternetzi
Hemiodus ternetzi is een straalvinnige vissensoort uit de familie van de penseelvissen (Hemiodontidae). De wetenschappelijke naam van de soort is voor het eerst geldig gepubliceerd in 1927 door Myers.